# Cténidie

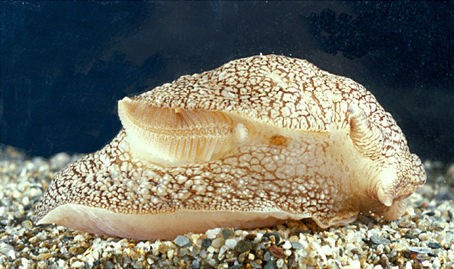
Pleurobranchaea meckelii vivant ; la cténidie, structure en forme de plume, est visible.

La cténidie est un organe respiratoire, ou branchie, que l'on trouve chez de nombreux mollusques. Cette structure existe notamment chez les bivalves, les céphalopodes, et chez plusieurs gastéropodes aquatiques, notamment les escargots d'eau douce et d'eau de mer, ainsi que certaines limaces de mer. Certains gastéropodes aquatiques possèdent une seule cténidie, mais la plupart des autres animaux en possèdent une paire.
Les cténidies ont la forme d'une plume ou d'un peigne, avec une partie centrale de laquelle dépassent plusieurs filaments, alignés en une rangée. Elles pendent dans la cavité palléale et permettent d'augmenter la surface disponible pour les échanges gazeux. Elles ont par ailleurs un rôle dans l'alimentation de l'animal, en captant des particules nutritives, ce qui est très important pour les bivalves dont de nombreuses espèces se nourrissent en filtrant l'eau de mer. Ce mot est issu de l'ancien grec ktenidion qui signifie « petit peigne ».

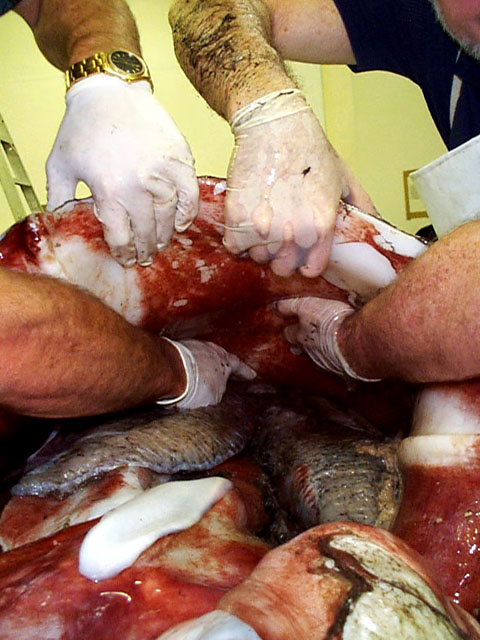
Paire de grandes branchies (grises) visibles dans la cavité du manteau d'un Calmar géant.